# Hearthstone
Hearthstone là một trò chơi thẻ bài trực tuyến được Blizzard Entertainment phát triển. Trò chơi này miễn phí với tùy chọn mua để có được thẻ bổ sung và truy cập nội dung nhanh hơn. Trò chơi đã được công bố tại Penny Arcade Expo tháng 3 năm 2013 và phát hành vào ngày 11 tháng 3 năm 2014.
Hearthstone được phát hành trên các nền tảng Microsoft Windows, OS X và Windows 8, iOS và các thiết bị màn hình cảm ứng Android. Trò chơi hỗ trợ đa nền tảng, cho phép người chơi sử dụng các thiết bị khác nhau có thể thi đấu với nhau.
Trò chơi đã nhận được sự đánh giá cao từ giới phê bình và thu về cho Blizzard gần 40 triệu đô la Mỹ mỗi tháng tính đến tháng 8/2017. Đầu tháng năm 2015, có hơn 30 triệu tài khoản đăng ký chơi Hearthstone; đến tháng 11/2018, con số này đã lên tới hơn 100 triệu. Nhiều giải đấu esport đã được tổ chức bởi Blizzard và các đơn vị khác.

## Cách chơi
Hearthstone là một trò chơi thẻ sưu tầm theo lượt và chỉ chơi được trên các thiết bị điện tử. Nội dung game được xây dựng dựa trên thế giới Warcraft.
Trong trò chơi, hai người chơi sẽ đối đầu nhau, sử dụng một bộ 30 lá bài từ bộ sưu tập của họ, với mục tiêu là giảm máu đối phương xuống 0.
Các lá bài được chia làm bốn loại: lính (minion), phép (spell), vũ khí (weapon) và bài anh hùng (hero card). Trong các lá bài spell, có một loại bài đặc biệt là nhiệm vụ (quest) - hiện chỉ tồn tại trong 3 bản mở rộng (expansion).
Có tất cả 10 lớp nhân vật (class) - được lấy ý tưởng từ thế giới World of Warcraft: Warrior, Shaman, Rogue, Paladin, Hunter, Druid, Warlock, Mage, Priest, và Demon Hunter. Mỗi lớp nhân vật sở hữu những lá bài riêng cùng các năng lực đặc biệt (hero power), giúp định hình phong cách chơi của nhân vật đó.
Để thu thập các lá bài, người chơi có thể dùng tiền thật hoặc tiền kiếm được trong game (gold) để mua các bộ bài. Các lá bài nhận được sẽ hoàn toàn ngẫu nhiên, tuy nhiên, khả năng xuất hiện của từng lá phụ thuộc vào độ quý hiếm của lá bài đó: Huyền thoại (Legendary) là các lá hiếm nhất, kế tiếp là Anh hùng (Epic), Hiếm (Rare) và Thường (Common).
Khác với các trò chơi thẻ bài khác như Magic: The Gathering, Hearthstone được thiết kế với nhịp độ chơi nhanh - qua việc loại bỏ khả năng phản ứng từ đối phương trong lượt của người chơi, đồng thời giới hạn thời gian mỗi lượt chơi. Trong lượt của mình, người chơi đặt các lá bài từ tay (hand) của họ lên bàn đấu bằng cách sử dụng một dạng năng lượng đặc biệt là "mana" - lượng mana này có giới hạn nhất định và sẽ tăng lên mỗi lượt cho đến khi đạt mức tối đa là 10 mười. Mỗi lá bài cần tiêu hao lượng mana khác nhau. Vì lý do này, người chơi cần tính toán chiến lược đi bài từ trước, dựa trên nguồn mana hiện tại và các lượt sau đó.
Các lá bài lính (minion) được đặt trực tiếp lên bàn đấu và có thể mang các hiệu ứng đặc biệt như tấn công ngay lập tức (Charge) hoặc hiệu ứng sau khi chết (Deathrattle). Bài phép (spell) sở hữu các hiệu ứng đặc biệt và ảnh hưởng đến bàn đấu theo nhiều cách khác nhau.
Người chơi có thể thu thập bài mới thông qua mua bộ bài (card pack) hoặc sử dụng arcane dust - một dạng tiền tệ đặc biệt trong game.

### Các chế độ chơi
Khi bắt đầu trò chơi, người chơi sẽ được học qua trò chơi qua 5 màn chơi hướng dẫn. Vượt qua các màn chơi này, người chơi sẽ nhận thêm các là bài vào bộ sưu tập. Sau khi hoàn thành chế độ tập luyện, người chơi có thể thỏa thích chọn các chế độ.
Trong chế độ chơi thông thường, người chơi sẽ một đối một với một người chơi khác được lựa chọn ngẫu nhiên. Người chơi có thể lựa chọn giữa chế độ Standard - chỉ cho phép sử dụng các lá bài từ bộ Core và các bản mở rộng trong 2 năm gần nhất - hoặc chế độ Wild - cho phép sử dụng tất cả các lá bài. Dù là Standard hay Wild, có 2 hình thức thi đấu chính là Thường (Casual) và Xếp hạng (Ranked). Cuối mỗi tháng, người chơi sẽ nhận được phần thưởng tùy thuộc vào thành tích của họ trong mùa đấu Xếp hạng của tháng vừa rồi.
Ngoài ra, người chơi còn có thể lựa chọn các chế độ chơi đặc biệt khác:
- Arena. Trong chế độ này, người chơi sẽ tự tạo một bộ bài 30 lá - được lựa chọn thành 30 vòng, mỗi vòng gồm 3 lá bài ngẫu nhiên do hệ thống đưa ra. Người chơi sau đó sẽ sử dụng bộ bài này để thi đấu cho đến khi thắng 12 trận hoặc thua 3 trận - sau đó, bộ bài sẽ bị loại bỏ, và người chơi nhận được phần thưởng dựa trên thành tích của họ.[11][14]
- Tavern Brawls. Với chế độ này, người chơi sẽ nhận được những thử thách thay đổi hàng tuần - bao gồm trong đó yêu cầu xây dựng bộ bài theo những quy tắc đặc thù nhất định.[15]
- Battlegrounds. Được giới thiệu lần đầu vào tháng 11/2019, Battlegrounds là một chế độ thi đấu tự động, cho phép 8 người chơi đấu với nhau bằng cách chiêu mộ lính (minion) qua nhiều vòng. Người chơi được ghép cặp ngẫu nhiên trong mỗi vòng; thay vì phải điều khiển, các quân bài sẽ tự giao tranh với nhau. Mục tiêu cuối cùng là làm cho lính sống sót để gây sát thương cho đối phương. 4 người chơi top đầu sẽ giành chiến thắng và được tăng điểm xếp hạng - trong khi 4 người top dưới được tính là thua và bị giảm điểm xếp hạng.[16]
- Duels. Ra mắt vào tháng 10/2020, Duels là phiên bản nhiều người chơi dựa trên chế độ "Dungeon Run" trước đó của Hearthstone. Người chơi bắt đầu với bộ bài 15 lá tự tạo. Giống như trong Arena, họ sẽ chiến đấu với những người chơi khác cho đến khi thắng hoặc thua một số trận nhất định; sau đó, bộ bài này sẽ bị hủy và người chơi nhận được phần thưởng dựa trên thành tích của họ. Sau mỗi trận đấu, người chơi chọn giữa ba 'thùng' (bucket) mỗi thẻ ba lá hoặc một thẻ kho báu để thêm vào bộ bài của họ. Không giống như Arena, Duels có tùy chọn cho phép người choi thi đấu dưới chế độ thường (casual) không yêu cầu phí tham gia.[17]

Chế độ Solo Adventure là một chế độ đánh với máy, cho phép người chơi mới học hỏi thêm kinh nghiệm và mở khóa các lớp nhân vật.

## Các set bài
Ban đầu, Blizzard phát hành 3 set bài mới mỗi năm - được thiết kế thành các bản Mở rộng (Expansion) và Phiêu lưu (Adventure) xen kẽ nhau. Một Expansion bao gồm từ 100 đến 200 thẻ bài mới mà người chơi có thể mua/ được thưởng ngay lập tức, cũng như giới thiệu các cơ chế chơi mới. Adventure có số lượng thẻ bài ít hơn (khoảng 30 thẻ) và người chơi chỉ có thể kiếm được bằng cách hoàn thành các cấp độ thử thách khi đấu với trùm (boss) trong chế độ solo.
Năm 2017, Blizzard thay đổi cách tiếp cận và dự định sẽ chỉ phát hành bản mở rộng (expansion) trong tương lai, ít nhất đến năm 2018.
Sau này, Blizzard quyết định bỏ chế độ Adventure - khi nhận thấy rằng vì yêu cầu hoàn thành thử thách khiến các lá bài mới khó ảnh hưởng đến meta game, và nếu có thì thường sẽ được sử dụng nhiều bởi những người chơi chuyên nghiệp và có kinh nghiệm hơn. Mặt khác, Blizzard cũng nhận thấy người chơi rất thích thú với các câu chuyện trong chế độ solo, nên đã lên kế hoạch phát triển các nhiệm vụ (quest) khi đưa ra set bài mới.
Định kỳ mỗi năm, Blizzard cho ra mắt các set bài mới - cũng như loại bỏ một số set bài cũ khỏi chế đội chơi Standard. Vào năm đầu tiên, "Year of the Kraken" (từ tháng 4 năm 2016 đến tháng 4 năm 2017), Blizzard gỡ bỏ khỏi Standard các bộ Curse of Naxxramas và Goblins vs Gnomes. Ban đầu, người chơi không thể mua được các set bài bị loại bỏ khỏi Standard. Tuy nhiên, vào tháng 7 năm 2017, Blizzard cho phép người chơi có thể mua các bộ bài này bằng cách sử dụng tiền mặt trên cửa hàng trực tuyến của Blizzard.
Vào năm tiếp theo ("Year of the Mammoth"), một số thẻ bài Classic được chuyển sang bộ "Hall of Fame". Các thẻ này không thể chơi được trong Standard, nhưng vẫn có thể được thu thập và sử dụng trong Wild. Năm 2018 ("Year of the Raven"), thêm 3 lá bài Classic được chuyển sang bộ "Hall of Fame".
Năm 2021, Blizzard cho ra mắt set bài Core - được luân phiên thay đổi hàng năm và có thể được sử dụng ở cả chế độ Standard và Wild. Bộ Core đầu tiên gồm 235 thẻ: 31 thẻ mới và 204 thẻ được chọn tùy ý từ các set khác nhau. Bộ Core được sử dụng miễn phí cho tất cả người chơi được xếp hạng từ cấp 10 trở lên với tất cả các lớp nhân vật (class). Với sự ra đời của bộ Core, các bộ Basic, Classic và Hall of Fame đã được nhóm lại thành một bộ là Legacy - chỉ có thể dùng trong chế độ Wild. Cùng với đó, chế độ chơi Classic được ra mắt, cho phép người chơi sử dụng phiên bản bộ bài Classic từ năm 2014.

## Quá trình phát triển

### Ý tưởng

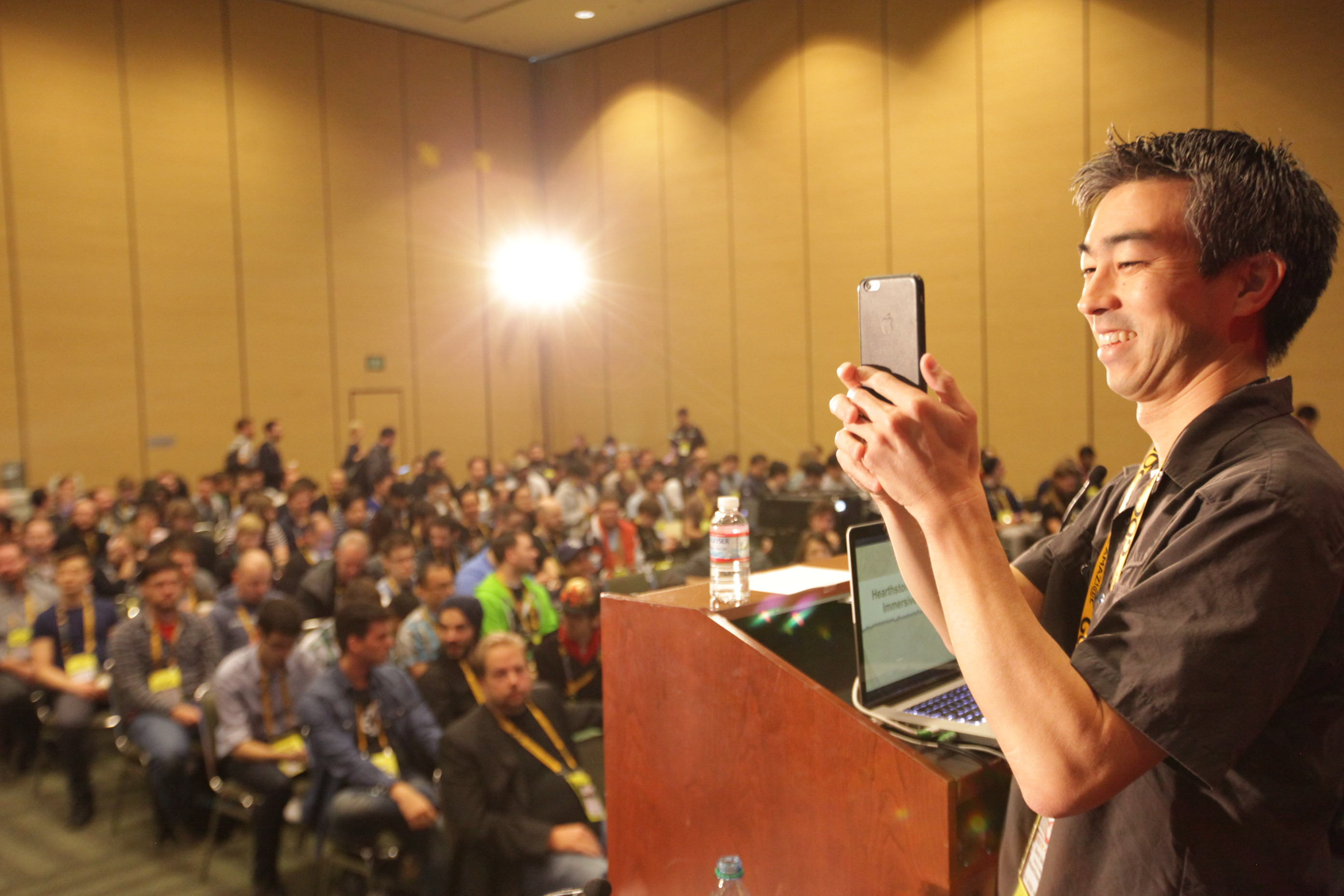
Nhà thiết kế giao diện Hearthstone Derek Sakamoto trình bày tại GDC 2015

Theo nhà phát triển Eric Dodds, ý tưởng về Hearthstone được lấy cảm hứng từ việc Blizzard mong muốn phát triển một trò chơi thử nghiệm mới bởi một nhóm nhỏ, cũng như niềm yêu thích với trò chơi thẻ bài của nhân viên toàn công ty.
Vào khoảng năm 2008, đội ngũ giám đốc điều hành Blizzard nhận thấy doanh thu của họ chủ yếu đến từ 3 sản phẩm lâu đời (Warcraft, StarCraft và Diablo) - trong khi đó, sự gia tăng số lượng các nhà phát triển độc lập nhỏ với các dự án thành công cao khiến họ nhận thấy xu hướng thay đổi trong mô hình trò chơi điện tử truyền thống. Để khám phá hướng đi mới này, Blizzard đã thành lập "Team 5", nhóm phát triển thứ năm được thành lập tại Blizzard. Ban đầu, Team 5 chỉ có từ 12 đến 15 thành viên, trong khi các trò chơi khác của Blizzard được phát triển bởi các nhóm từ 60 thành viên trở lên. Đến tháng 11 năm 2015, nhóm có tổng cộng 47 thành viên.
Trong quá trình nghiên cứu, Team 5 đã quyết định phát triển một trò chơi thẻ bài thu thập - xuất phát từ việc nhiều người trong nhóm và công ty đã từng chơi những trò chơi tương tự. Nhóm nghiên cứu nhận thấy nên xây dựng nội dung trò chơi xoay quanh thế giới Warcraft. Theo Giám đốc sản xuất Jason Chayes, Warcraft đã trở thành một thương hiệu nổi tiếng, với hệ thống các nhân vật và địa danh đã được phát triển sâu sắc, dễ dàng lấy cảm hứng để tạo ra các thẻ bài từ đó. Họ cũng nhận thấy những người mới chơi Warcraft có thể sẽ trở nên thích thú các trò chơi khác của Blizzard thông qua việc chơi Hearthstone.
Nhóm nghiên cứu đã mượn ý tưởng và thiết kế từ trò chơi World of Warcraft Trading Card Game, được ra mắt lần đầu tiên vào năm 2006 bởi Upper Deck và sau đó là Cryptozoic Entertainment. Năm 2013, khi quá trình phát triển Hearthstone gần hoàn tất, Blizzard đã chấm dứt hợp đồng với Cryptozoic để tập trung vào trò chơi thẻ bài mới của họ.
Việc đưa các anh hùng (hero), một khía cạnh từ trò chơi thẻ bài giao dịch trước đó, góp phần mang lại trải nghiệm cá nhân hóa cho người chơi, giúp họ khám phá các cách kết hợp bài hữu ích cho mỗi lớp nhân vật.

## Ra mắt
Hearthstone lần đầu tiên được công bố với phụ đề Heroes of Warcraft tại Penny Arcade Expo vào tháng 3 năm 2013 trên nền tảng Windows, Mac và iPad, với ngày phát hành dự kiến trong cùng năm. Quá trình thử nghiệm beta nội bộ bắt đầu từ năm 2012.
Đến tháng 8 năm 2013, trò chơi đi vào giai đoạn thử nghiệm kín, với hơn một triệu người chơi được mời tham gia tính đến ngày 8 tháng 11 năm 2013. Dự kiến open beta vào tháng 12 cùng năm, Blizzard sau đó đóng phiên bản beta vào giữa tháng 1/2014. Bản open beta được công bố tại thị trường Bắc Mỹ vào ngày 21 tháng 1 năm 2014, tại châu Âu vào ngày 22 tháng 1 năm 2014, và cho toàn bộ mọi khu vực vào ngày 23 tháng 1 năm 2014.
Trò chơi được phát hành vào ngày 11 tháng 3 năm 2014 trên hệ điều hành Microsoft Windows và macOS. Tính đến cuối tháng 3 năm 2014, đã có hơn 10 triệu tài khoản người chơi đăng ký trên toàn thế giới.
Vào ngày 2 tháng 4 năm 2014, trò chơi được phát hành trên iPad ở Úc, Canada và New Zealand. Đến ngày 16 tháng 4 năm 2014, Hearthstone được phát hành trên iPad toàn cầu.
Vào ngày 6 tháng 8 năm 2014, tính năng hỗ trợ cho các thiết bị màn hình cảm ứng Windows 8 được thêm vào trò chơi, tuy không dành cho các thiết bị Windows RT.
Ngày 15 tháng 12 năm 2014, trò chơi được phát hành trên máy tính bảng Android 6" trở lên ở Úc, Canada và New Zealand và phát hành rộng rãi cho máy tính bảng Android vào ngày 16 tháng 12 năm 2014. Ngày 14 tháng 4 năm 2015, trò chơi được phát hành cho iPhone và điện thoại thông minh Android trên toàn thế giới.

## Đấu trường chuyên nghiệp

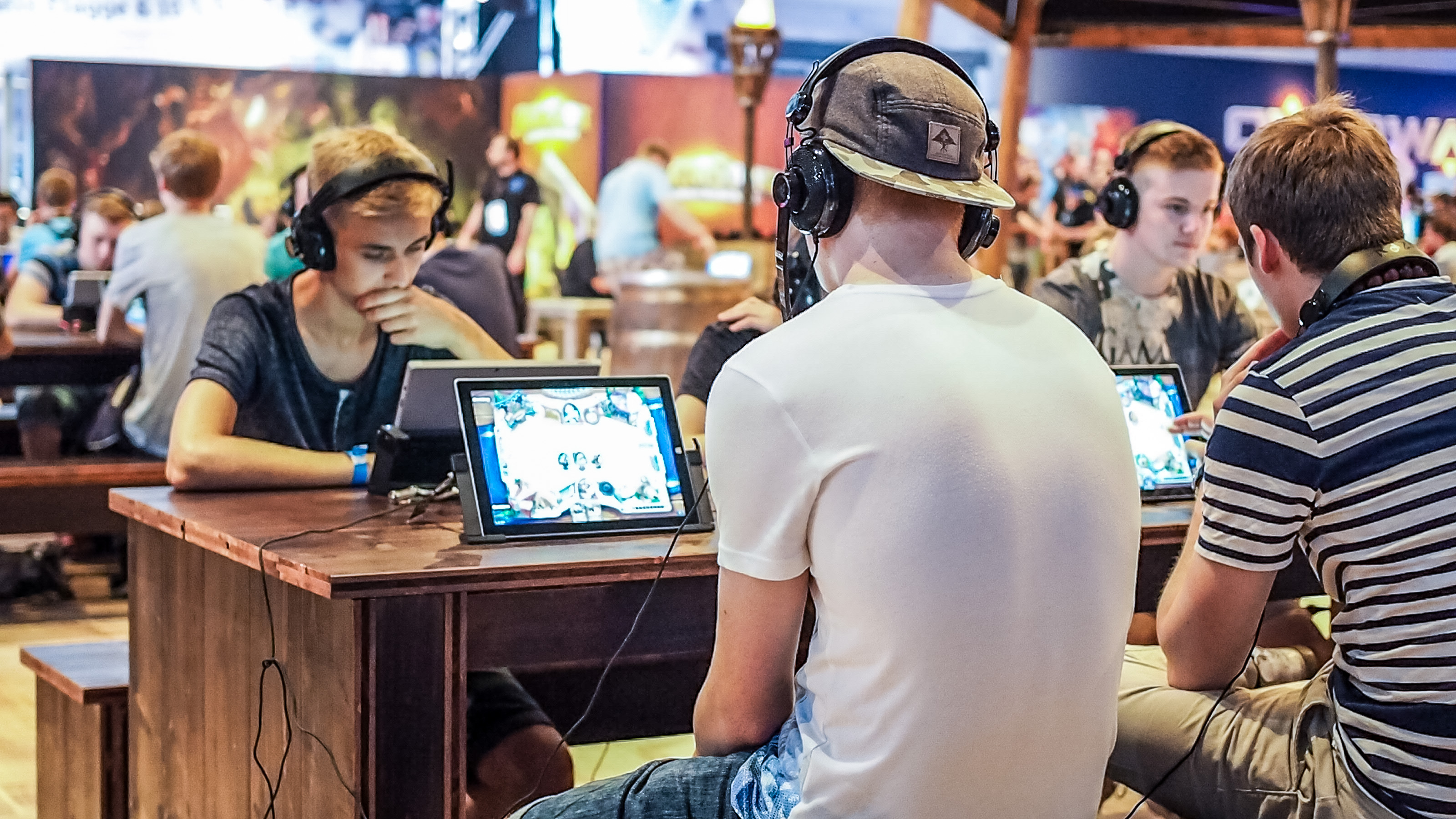
Người chơi Hearthstone tại Gamescom 2015

Nhờ khả năng tiếp cận dễ dàng và lối chơi nhịp độ nhanh, Hearthstone đã trở thành tâm điểm của một số giải đấu chuyên nghiệp. Blizzard đã tổ chức một giải đấu giao hữu vào tháng 11 năm 2013 có tên "The Innkeeper's Invitational" với ba bộ bài thuộc mỗi lớp nhân vật khác nhau, có sự góp mặt của một số game thủ nổi tiếng như Dan "Artosis" Stemkoski, Octavian "Kripparrian" Morosan, Jeffrey "TrumpSC" Shih và Byron "Reckful" Bernstein.
Tháng 4 năm 2014, Blizzard thông báo Giải vô địch thế giới Hearthstone đầu tiên sẽ được tổ chức tại BlizzCon vào ngày 7 đến ngày 8 tháng 11. Tổng giải thưởng là 250.000 đô la, và người chiến thắng - James "Firebat" Kostesich - nhận được 100.000 đô la.
Giải đấu Hearthstone Thế giới lần thứ hai diễn ra tại BlizzCon 2015 vào ngày 7 tháng 11. Cách lựa chọn tuyển thủ cũng như năm trước, theo thể đấu best-of-five. Người chiến thắng là Sebastian "Ostaka" Engwall, với phần thưởng 100,000 đô.
Giải đấu Hearthstone Thế giới lần thứ ba diễn ra tại BlizzCon 2016 vào ngày 5 tháng 11 với người chiến thắng là Pavel Beltiukov và phần thưởng 250,000 đô.
Giải đấu Hearthstone Thế giới lần thứ tư diễn ra tại Amsterdam vào tháng 1 năm 2018. Người chiến thắng là Chen "tom60229" Wei Lin, với phần thưởng 250,000 đô.
Giải đấu Hearthstone Thế giới lần thứ năm diễn ra vào tháng 4 năm 2019 tại Đài Bắc; người chiến thắng - Casper "Hunterace" Notto - nhận được 250,000 đô.
Tại giải đấu Hearthstone Thế giới lần thứ bảy, người chiến thắng - Kenta "Glory" Sato - đã nhận được 200,000 đô.
Heartstone đã xuất hiện tại một số sự kiện trình diễn esport trong các cuộc thi quốc tế như Đại hội Thể thao Trong nhà và Võ thuật châu Á 2017 và Asian Games năm 2018.

## Đón nhận
Theo trang tổng hợp đánh giá Metacritic, Hearthstone đã nhận được sự hoan nghênh nhiệt liệt và tích cực trên iOS và PC. The game was praised for its simplicity, gameplay pace, and attention to detail along with being free-to-play, while the lack of actual card trading between players and any form of tournament mode was pointed out as the major shortcomings.
Eurogamer xếp hạng Hearthstone đạt điểm 10/10. IGN và Game Informer cho điểm 9/10; Justin Davis ca ngợi trò chơi vì tính đơn giản, sự chú ý ấn tượng đến từng chi tiết, cũng như khả năng chơi hoàn toàn miễn phí. GameSpot cho điểm 8/10, khen ngợi trò chơi về chiều sâu và độ phức tạp. Hạn chế lớn duy nhất được lưu ý là "sự thiếu vắng các tính năng bổ sung, có thể cản trở khả năng hấp dẫn lâu dài".
Các bản mở rộng sau này của Hearthstone cũng nhận được sự đón nhận nồng nhiệt. Game Informer cho bản mở rộng Curse of Naxxramas điểm 9/10, và nhận xét rằng "Naxxramas là một sự bổ sung tuyệt vời cho trò chơi, cũng như cho thấy tiềm năng phát triển nội dung trò chơi theo hình thức solo [...] Bản mở rộng mang lại một lượng đáng kể nội dung mới cho chế độ Xếp hạng, Thường và Arena, cũng như thay đổi đáng kể cách bạn tiếp cận trò chơi."